# Riadh Bahri
Riadh Bahri (Keulen, 26 juli 1988) is een Belgisch journalist, nieuwsanker en presentator bij VRT NWS.

## Biografie
Riadh Bahri werd geboren in Keulen, maar verhuisde reeds op jonge leeftijd met zijn ouders naar Wetteren. Zijn moeder is Belgische en zijn vader was Tunesiër. Bahri ging naar de middelbare school Atheneum Voskenslaan in Gent. Daarna studeerde hij enige tijd taal- en letterkunde aan de Universiteit Gent en mocht hij bij de VRT een ervaringsstage doen bij het televisieprogramma Karrewiet.
Bahri werkt sedert 15 augustus 2009 bij de VRT, aanvankelijk achter de schermen, maar later als journalist en verslaggever. Voormalig VRT-journaliste en nieuwsanker Martine Tanghe is zijn grote voorbeeld. Zijn eerste grote opdracht was de verslaggeving van de Belgische federale verkiezingen in 2010 bij het televisieprogramma Terzake. Bahri heeft zich gespecialiseerd in de luchtvaart. Zelf heeft hij ook leren vliegen.
Sinds juni 2020 is Bahri getrouwd. In dat najaar was hij een van de kandidaten in De Slimste Mens ter Wereld. Hij overleefde vier deelnames en won er twee. Bahri was geselecteerd voor de finaleweken. Twee jaar later nam hij deel aan De Allerslimste Mens ter Wereld, waar hij uiteindelijk strandde op de zesde plaats. In december 2020 riep Radio 2 hem uit tot ‘Journaalreporter van het jaar’.
In 2022 werd Bahri presentator van de webreeks #BelRiadh, waarin hij om de twee weken praat met twintigers over maatschappelijke onderwerpen. Datzelfde jaar werd hij nieuwsanker, om vanaf de zomer het late journaal te presenteren. In december 2023 deed hij mee aan de kerstspecial van Bake Off Vlaanderen.
In 2024 nam Bahri deel aan Over de oceaan en was hij te zien in Sterregem.